# شعير راكع
الشعير الراكع نوع نباتي يتبع جنس الشعير من الفصيلة النجيلية.

## الموئل والانتشار
في الوطن العربي ينتشر النبات في المشرق العربي والمغرب العربي، إضافة إلى معظم مناطق حوض البحر الأبيض المتوسط وحوض البحر الأسود وأدخل أيضًا في غرب الولايات المتحدة.